# Sfera
Sfêra je v matematiki površje krogle, torej dvorazsežna mnogoterost (ploskev), vložena v trirazsežni prostor. Grobo rečeno si lahko sfero predstavljamo kot milni mehurček ali žogo, torej kot nekaj votlega.

## Geometrija
Še točneje je sfera množica točk v trirazsežnem evklidskem prostoru, ki ležijo na razdalji r od nepomične točke tega prostora. r je pozitivno realno število, ki se imenuje polmer dane sfere. V posebnem primeru r = 1 se takšna sfera imenuje enotska sfera.
V koordinatni geometriji je sfera s središčem
(x0, y0, z0) in polmerom r množica vseh takšnih točk (x,y,z), da velja
{\displaystyle (x-x_{0})^{2}+(y-y_{0})^{2}+(z-z_{0})^{2}=r^{2}\,}
Točke na sferi s polmerom r in središčem v izhodišču lahko parametriziramo s tremi enačbami
{\displaystyle x=r\sin \theta \;\cos \phi }
{\displaystyle y=r\sin \theta \;\sin \phi \qquad (0<\theta <\pi {\mbox{ in }}0<\phi <2\pi )\,}
{\displaystyle z=r\cos \theta \,}
(glej trigonometrične funkcije in krogelne koordinate).
Sfero s poljubnim polmerom in središčem v izhodišču opišemo z diferencialno enačbo:
{\displaystyle x\,dx+y\,dy+z\,dz=0.}
Površina sfere s polmerom r je 4πr2, prostornina krogle, ki jo določa, pa 4πr3/3. Krogla ima med vsemi ploskvami, ki ograjujejo dano prostornino, najmanjšo površino, in med vsemi zaprtimi ploskvami z danimi površinami zasede največjo prostornino. Zaradi tega se velikokrat pojavlja v naravi. Mehurčki in vodne kapljice v breztežnostnem prostoru zavzamejo obliko krogel, ker površinska napetost skuša zmanjšati njihovo površino.
Opisan valj dani krogli ima prostornino enako 3/2 prostornine krogle in površino 3/2 površine krogle. To dejstvo in zgornje enačbe za prostornino in površino je poznal že Arhimed.
Sfero lahko opredelimo tudi kot ploskev, ki nastane z vrtenjem kroga ali polkroga okrog svojega premera. Če krožnico nadomestimo z elipso, nastane sferoid, oziroma rotacijski elipsoid. Takšno obliko sploščenega sferoida ima Zemlja v dovolj dobrem približku. Njena še točnejša oblika se imenuje geoid.

## Posplošitev v višje razsežnosti
Krogle lahko posplošimo v druge razsežnosti. Za poljubno naravno število n je n-sfera množica točk v (n+1)-razsežnem evklidskem prostoru, ki ležijo na razdalji r od nepomične točke tega prostora, kjer je r kakor prej pozitivno realno število.
- 0-sfera je par točk (-r, r),
- 1-sfera je krožnica s polmerom r,
- 2-sfera je navadna sfera
- 3-sfera je sfera v štirirazsežnem evklidskem prostoru.

Sfere za n > 2 včasih imenujemo hipersfere. n-sfera z enotskim polmerom in središčem v izhodišču se označuje Sn.
n-sfera je zgled kompaktne n-mnogoterosti.